# Колесникова, Анастасия Николаевна
Анастаси́я Никола́евна Коле́сникова (6 марта 1984, Казань, СССР) — российская гимнастка, серебряная медалистка летних Олимпийских игр 2000 года в командном многоборье. Заслуженный мастер спорта России.

## Спортивная биография
Анастасия Колесникова родилась в 1984 году в Казани. Отец — Николай Колесников — чемпион летних Олимпийских игр 1976 года в тяжёлой атлетике. В Казани в первую спортивную школу на улице Горького привела её мама, когда ей было четыре года. В Казани она занималась год. Впоследствии семья переехала на Камчатку, где два года трижды в неделю девочку возили на занятия в соседний поселок. Потом семья вернулась в Казань, где до девяти лет тренировалась еще два года. Летом после четвертого класса девочка с мамой поехала к маминой сестре на три недели в Санкт-Петербург, где на неё обратил внимание тренер сборной России Илья Сапрыкин и Анастасия Колесникова стала тренироваться под его руководством.
В 2000 году Анастасия Колесникова приняла участие в летних Олимпийских играх в Сиднее. В квалификации индивидуальных упражнений россиянка выступила в упражнениях на разновысоких брусьях и бревне, где заняла 24-е и 20-е места соответственно. В командном многоборье Колесникова в составе сборной России стала обладательницей серебряных медалей.
Из-за больших нагрузок у Анастасии начали возникать многочисленные проблемы со здоровьем и в 2001 году Колесникова ушла из спорта. В настоящее время работает в учебно-спортивном отделе общества «Динамо».

## Личная жизнь
- Замужем за Древиным Дмитрием Николаевичем, сын — Владислав (2006 г.).
- В 1998 году окончила Санкт-Петербургский колледж олимпийского резерва № 1.
- В 2006 году окончила Казанский юридический институт МВД России.

## Государственные награды
- Орден Дружбы — 2001 год.